# Francisco Barba
Francisco Barba Ordaz (7 de agosto de 1953, México) es un futbolista mexicano retirado que jugaba en la posición de defensa central. Jugó para el Club Deportivo Guadalajara, Club Social y Deportivo Jalisco, Atlas Fútbol Club, Club de Fútbol Monterrey y el Tampico Madero Fútbol Club.
Barba comenzó su carrera como futbolista profesional con el Club Deportivo Guadalajara y fue parte de la delegación que participó en los Juegos Olímpicos de Múnich 1972. Un año después pasa al Club Social y Deportivo Jalisco club donde militó la mayor parte de su carrera.
El 1 de agosto de 1975 recibe la oportunidad de debutar con la Selección absoluta en un partido contra Alemania Oriental, el cual México perdería por marcador de 3-2.

## Clubes
| Club                            | País   | Año         |
| ------------------------------- | ------ | ----------- |
| Club Deportivo Guadalajara      | México | 1972 - 1973 |
| Club Social y Deportivo Jalisco | México | 1973 - 1979 |
| Atlas Fútbol Club               | México | 1979 - 1982 |
| Club de Fútbol Monterrey        | México | 1982 - 1983 |
| Tampico Madero Fútbol Club      | México | 1983 - 1984 |

## Participaciones en Juegos Olímpicos
| Torneo                   | Sede   | Resultado    |
| ------------------------ | ------ | ------------ |
| Juegos Olímpicos de 1972 | Múnich | Segunda fase |